# Säuling
Säuling är ett berg på gränsen mellan Tyskland och Österrike.   Den österrikiska sidan ligger i distriktet Reutte och förbundslandet Tyrolen, i den västra delen av landet, 400 km väster om huvudstaden Wien. Toppen på Säuling är 2 047 meter över havet, eller 695 meter över den omgivande terrängen. Bredden vid basen är 5,5 km.
Terrängen runt Säuling är varierad. Runt Säuling är det ganska glesbefolkat, med 26 invånare per kvadratkilometer.. Närmaste större samhälle är Reutte, 6,4 km söder om Säuling. 
I omgivningarna runt Säuling växer i huvudsak barrskog.